# Марино (Лацио)
Марино (итал. Marino) — коммуна в Италии, располагается в регионе Лацио, в провинции Рим.
Население составляет 38630 человек (2008 г.), плотность населения составляет 1478 чел./км². Занимает площадь 26 км². Почтовый индекс — 47. Телефонный код — 06.
Покровителем коммуны почитается святой апостол Варнава, празднование 11 июня.
Родина композитора Б. Грациани.

## Демография
Динамика населения:

## Администрация коммуны
- Официальный сайт: http://www.comune.marino.rm.it

## Города-побратимы
Марино имеет отношения со следующими городами-побратимами:
- Булонь-Бийанкур, Франция
- Ирвинг, США
- Искья, Италия
- Навпакт, Греция
- Нойкёльн, Германия
- Патерна, Испания